# Крістіан Ґмелін
Крістіан Ґоттльоб Ґмелін (нім. Christian Gottlob Gmelin; 12 жовтня 1792 — 13 травня 1860) — німецький хімік. Він народився в Тюбінґені, Німеччина, і був онуком Йогана Конрада Ґмеліна та правнуком Йоганна Ґеорґа Ґмеліна.

## Наукова кар'єра
У 1818 році Ґмелін одним з перших помітив, що солі літію дають у полум'ї яскраво-червоне забарвлення.
У 1826 році Жану-Батисту Ґіме приписують винахід процесу штучного виробництва ультрамарину. Через два роки, у 1828 році, Ґмелін опублікував власний процес штучного виробництва ультрамарину. Оскільки Ґмелін був першим, хто опублікував цей процес, він отримав визнання за це відкриття. У своїй публікації Ґмелін встановив, що кремнезем, глинозем і сода є основними складовими ультрамарину, а насичений колір походить від сірки.
На честь Крістіана Ґмеліна названий мінерал ґмелініт. 

## Смерть
Ґмелін помер у Тюбінґені, Німеччина,  де провів усе своє життя, 13 травня 1860 року.

## Праці
- Einleitung in die Chemie . Vol.1&2 . Laupp, Thüringen 1835-1837 Цифрова копія by the University and State Library Düsseldorf[en]